# Vassy (Yonne)
Vassy település Franciaországban, Yonne megyében. Lakosainak száma 62 fő (2022. január 1.). Vassy Bierry-les-Belles-Fontaines, Corsaint, Fain-lès-Moutiers és Pisy községekkel határos.

## Népesség
A település népessége az elmúlt években az alábbi módon változott:
| Lakosok száma | 73   | 72   | 71   | 71   | 71   | 68   | 65   | 62   |
|               | 2013 | 2015 | 2017 | 2018 | 2019 | 2020 | 2021 | 2022 |